# Shahrzād
Shahrzād (nell'originale persiano: شهرزاد) è una serie televisiva iraniana sentimentale-storica, scritta da Hassan Fathi e Naghmeh Samini, e diretta dallo stesso Fathi. La trama ruota attorno al colpo di stato iraniano del 1953 organizzato dai governi britannico e statunitense. La serie è stata approvata dal Ministero della cultura e della guida islamica, ed è diffusa in tutto il paese in streaming attraverso il sito ufficiale e tramite la pubblicazione su CD, con un enorme successo di pubblico.

## Trama
Shahrzad è la storia di un amore infranto, in parte da una serie di eventi seguiti al colpo di stato del 1953 che rovesciò il primo ministro Mohammad Mossadeq. La storia della serie ruota attorno a un triangolo amoroso: Shahrzad, Ghobad e Farhad.

## Cast

### Personaggi principali
- Taraneh Alidoosti: Shahrzād Sa'adat, la protagonista
- Shahab Hosseini: Ghobad Divansalar
- Mostafa Zamani: Farhad Damavandi
- Parinaz Izadyar: Shirin Divansalar
- Ali Nassirian: Bozorg Agha Divansalar

### Altri personaggi
- Mahmoud Pak Niat: Jamshid Sa'adat
- Soheila Razavi: Parvin (madre di Shahrzad)
- Mehdi Soltani: Hashem Damavandi
- Fariba Motekhases: Marzieh (madre di Farhad)
- Gelareh Abbasi: Akram Bourbouran
- Parviz Fallahipour: Nosrat Pashaei
- Roya Nonahali: Belgheys Divansalar
- Reza Kianian: Shapour Behboudi
- Amir Hossein Rostami: Babak Yeganeh
- Ghazal Shakeri: Azar Goldareh'ee
- Houman Barghnavard: colonnello Teymouri
- Pantea Panahiha: Sharbat
- Amir Jafari: capitano Parviz

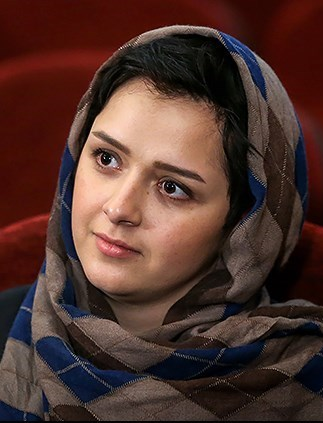
Taraneh Alidoosti nel 2013
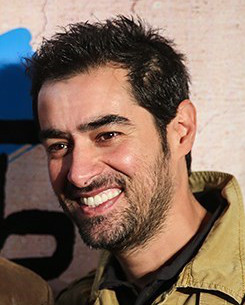
Shahab Hosseini nel 2014
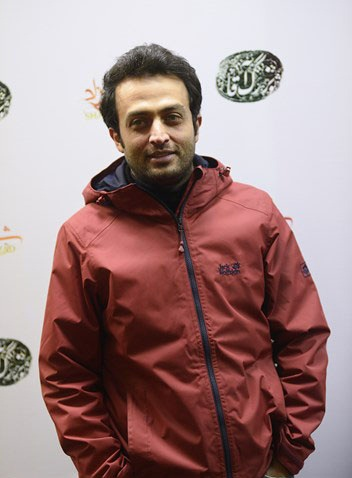
Mostafa Zamani nel 2016
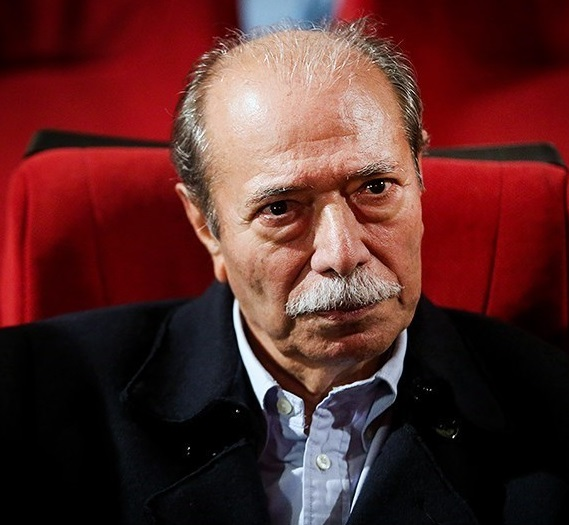
Ali Nassirian nel 2016